# Akashi (incrociatore)
L'Akashi (明石) fu un incrociatore protetto classe Suma della marina imperiale giapponese, gemello del Suma. Il nome Akashi viene dell'antico nome di una porzione della costa vicino a Kobe, nella prefettura di Hyōgo.

## Contesto
L'Akashi fu progettato e costruito all'arsenale navale di Yokosuka, come parte di un programma della marina nipponica per troncare la dipendenza dalle potenze straniere per il progetto e la costruzione di nuove navi da guerra, utilizzando progetti e materiali totalmente giapponesi. La costruzione durò 4 anni, dal 1892 al 1896. La chiglia fu posata il 6 agosto 1894, varato il 18 dicembre 1897 e completato il 30 marzo 1899. Anche se armato meno e con protezione più leggera di molti incrociatori contemporanei, la piccola taglia facilitò la costruzione della nave e la sua elevata velocità lo resero utile in molte azioni militari. Come la maggior parte dei progetti giapponesi del periodo, però, si dimostrò poco stabile e marina, a causa del baricentro troppo alto.

## Progetto
Il progetto dell'Akashi fu basato su un doppio scafo in acciaio con ponte corazzato al di sotto protetto da paratie stagne trasversali. La corazzatura era del tipo Harvey, presente solo nelle parti essenziali, come attorno alle caldaie, alle polveriere e ai macchinari, con uno spessore di 25 mm sul ponte.
La batteria principale consisteva in due cannoni a fuoco rapido da 152/40, uno sul castello di prua e uno a poppa. Questi cannoni avevano una gittata fino a 9100 m con una velocità di tiro nominale di 5,7 colpi al minuto. L'armamento secondario consisteva in sei cannoni a fuoco rapido da 120 mm montati su estrusioni del ponte superiore. I cannoni secondari avevano una gittata paragonabile a quella dell'armamento principale e una velocità di tiro di 12 colpi al minuto. Erano presenti anche dieci cannoni Hotchkiss da 47 mm, con una gittata massima di 6000 m e una velocità di tiro di 20 colpi al minuto. Erano posizionati quattro sul ponte superiore, due sul castello di prora, due sul cassero, uno a prua e uno a poppa. Quattro cannoni Nordenfelt da 25 mm erano originariamente a bordo ma furono poi rimpiazzati da 4 mitragliatrici Maxim da 7,62 mm. Due tubi lanciasiluri da 356 mm erano montati sul ponte.
L'impianto propulsivo consisteva in due motori a vapore a triplice espansione verticale con 9 caldaie montate in due locali separati da una paratia stagna.
I problemi di stabilità del Suma furono scoperti prima del completamento dell'Akashi e fu quindi possibile modificarlo durante la costruzione per avere un bordo libero maggiore a mezza nave, più volume coperto a prua e togliendo le coffe di combattimento per abbassare ulteriormente il baricento.

## Servizio

### Primi anni
Dopo essere entrato in servizio nel marzo 1899, l'Akashi ebbe svariati problemi meccanici e dovette tornare all'arsenale di Yokosuka per riparazioni nell'ottobre dello stesso anno e nel gennaio seguente. Ulteriori riparazioni furono effettuate nel maggio 1900 all'arsenale di Kure e in luglio nell'arsenale di Sasebo.
Il primo incarico oltremare fu tra il luglio e il novembre 1900, in supporto alle forze di sbarco giapponesi che occuparono la città portuale di Tiensin durante la rivolta dei Boxer, come parte del contributo giapponese all'alleanza delle otto nazioni.
Immediatamente al suo ritorno ricevette riparazioni alle caldaie a Kure. Dall'aprile all'ottobre 1901 l'Akashi fu mandata nel sud della Cina e poi nuovamente al raddobbo a Kure. Dal febbraio 1902 l'Akashi fu nuovamente di stanza in Cina ma dovette di nuovo abbreviare la missione quando si scoprì che tre delle caldaia non potevano tenere la pressione e la nave non poteva quindi raggiungere i 14 nodi di velocità. Nel maggio successivo tornò in Cina, dovendo poi tornare in Giappone a giugno. Nell'agosto 1902 l'Akashi fu reputata non più in grado di servire in prima linea e fu trasferita alla flotta di riserva. Non volendo rassegnarsi alla non riuscita della nave, il comando generale della marina imperiale giapponese ordinò che l'Akashi fosse completamente rimodernato nel marzo 1903 presso l'arsenale di Kure e poi fu mandato come nave scuola per l'accademia imperiale del genio navale in crociera sulle coste di Cina e Corea, fermandosi a Fuzhou, Shanghai, Yantai, Inchon, Busan e Wonsan, e tornando a Sasebo nel settembre 1903. Nell'ottobre e novembre 1903 l'Akashi fu capace di partecipare alle manovre di combattimento con gli altri incrociatori della flotta. L'Akashi fu allora assegnata come scorta della posacavi che stava posando il primo cavo telegrafico tra Sasebo e Incheon tra l'8 e il 17 gennaio 1904. Durante le prove in mare svolte nel gennaio 1904 l'Akashi raggiunse la velocità massima di 19,5 nodi.

### Guerra russo-giapponese
L'Akashi era di base nel distretto di guardia di Chinkai, in Corea, all'inizio della guerra russo-giapponese e immediatamente fu mandata in mare a sud est della penisola di Corea come staffetta telegrafica. Prese parte alla battaglia della baia di Chemulpo, facendo parte della linea di battaglia dietro all'incrociatoreTakachiho e assistendo all'affondamento dell'incrociatore russo Varyag e della cannoniera Korietz. Durante la battaglia un proiettile del Varyag gli passò tra i fumaioli.
In aprile e maggio l'Akashi scortò trasporti che portavano la Seconda Armata giapponese in Manciuria e scortò anche squadre di cacciatorpediniere dal Giappone alla prima linea. Il 15 maggio assistette al salvataggio dei sopravvissuti delle corazzate Hatsuse e Yashima dopo che queste avevano colpito mine davanti a Port Arthur. Prese poi parte al blocco della base navale russa durante la battaglia di Port Arthur.
Il 16 maggio l'Akashi, con gli incrociatori Akitsushima e Chiyoda, bombardò le truppe russe e gli edifici del golfo di Bohai. L'operazione fu cancellata a causa della densa nebbia il 17, quando le cannoniere Ōshima e Akagi ebbero una collisone, causando l'affondamento della prima.
Il 7 giugno l'Akashi, insieme al Suma, alla cannoniera Uji, e a un distaccamento di cacciatorpediniere entrò nel golfo di Bohai per supportare gli sbarchi della seconda armata e in seguito bombardò le installazioni costiere russe e la ferrovia lungo la costa della Manciuria.
Il 10 agosto, durante la battaglia del Mar Giallo, l'Akashi non partecipò alla prima fase perché arrivò in ritardo. Prese però parte alla rincorsa degli incrociatori russi Askold e Novik, ma non riuscì ad evitare la loro fuga.

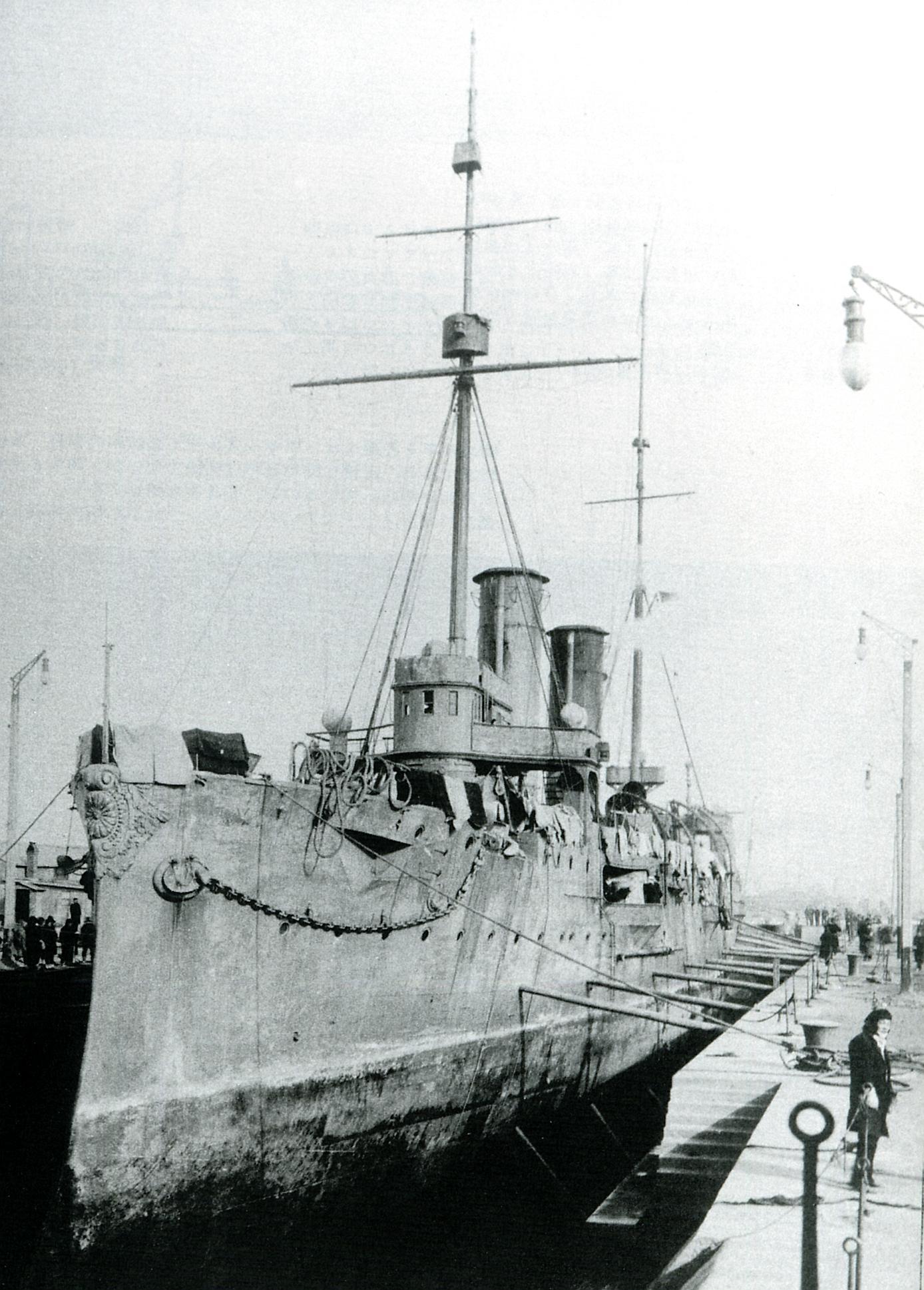
L'Akashi in bacino di carenaggio nel 1905

Il 10 dicembre l'Akashi colpì una mina mentre pattugliava davanti a Port Arthur. L'esplosione aprì una grossa falla prua, allagando diversi compartimenti e facendola inclinare molto a dritta. A causa del ghiaccio sul ponte e all'oscurità della notte i tentativi di salvataggio furono difficili ma l'equipaggio riuscì a stabilizzare la nave e, accompagnata dagli incrociatori Itsukushima e Hashidate, raggiunse Dalian per le dovute riparazioni.
Durante la battaglia di Tsushima, il 27 maggio 1905, l'Akashi era nel 4º Distaccamento da combattimento, al comando del retroammiraglio Uryu Sotokichi e composto dagli incrociatori Akashi, Naniwa, Takachiho, and Suma. Alla scoperta della flotta russa il 4º Distaccamento attaccò i trasporti russi e gli incrociatori Oleg, Aurora, Vladimir Monomach e Dmitrij Donskoj, e affondò la corazzata precedentemente danneggiata Knyaz Suvorov e la nave officina Kamchatka. Durante la battaglia l'Akashi ricevette 5 colpi che buttarono il fumaiolo fuoribordo, uccisero tre marinai di guardia e ne ferirono altri sette. La mattina seguente l'Akashi fu inizialmente rallentato dalle riparazioni ma si unì poi alla ricerca delle rimanenti navi russe, assistendo all'affondamento degli incrociatori corazzati Dmitrij Donskoj e Svetlana. Il 30 maggio tornò a Sasebo con il cacciatorpediniere catturato Biedovy.
Dopo la battaglia, il 14 giugno l'Akashi tornò al distretto di guardia di Takeshiki per svolgere pattugliamenti nello stretto di Corea. Fu raddobbata all'arsenale di Kure tra il 4 e il 29 luglio. Il 10 ottobre l'Akashi intercettò il piroscafo tedesco M Struve (1582 t) che stava cercando di contrabbandare un carico di riso, sale, pane e farina a Vladivostok. Il piroscafo fu mandato come preda a Sasebo.
L'Akashi arrivò a Yokohama per partecipare alla rivista navale per celebrare la vittoria giapponese il 23 ottobre 1905.

### Prima guerra mondiale
Tra il 1908 e il 1909 il futuro primo ministro Suzuki Kantarō servì come capitano dell'Akashi. Nel 1912 l'Akashi ricevette nuove caldaie, ricevendo nove caldaie di tipo Niclausse al posto delle precedenti caldaie a tubi di fumo.
Durante la prima guerra mondiale l'Akashi fece parte della Seconda Flotta della marina imperiale giapponese nei combattimenti contro la marina imperiale tedesca nell'assedio di Tsingtao. Nel 1916 fu assegnata al pattugliamento delle rotte dal Borneo allo stretto di Malacca e nell'Oceano Indiano orientale in difesa dalle navi corsare tedesche, come parte del contributo giapponese allo sforzo alleato, con base a Singapore.
Il retroammiraglio Kōzō Satō comandò la 2ª Squadra Speciale con l'Akashi come ammiraglia e con la 10a e 11a Unità Cacciatorpediniere fu di stanza a Malta dal 13 aprile 1917. Fu rinforzata dalla 15a Unità Cacciatorpediniere il 1 giugno 1917 per scortare trasporti truppe alleati nel Mediterraneo. Dopo essere stato sostituito dall'incrociatore Izumo, l'Akashi ritornò in acque giapponesi, dove spese il resto della guerra.
Dopo la fine della guerra l'Akashi fu ridesignata come nave da difesa costiera di seconda classe, dal 1 settembre 1921. Fu rimossa dalla lista navale il 1 aprile 1928. Reputata obsoleta, il 3 agosto 1930 fu usata come bersaglio per i bombardieri in picchiata a sud di Izu Ōshima.
L'albero maestro dell'Akashi è conservato all'accademia della Forza di Difesa Marittima giapponese a Etajima, nella regione di Hiroshima.